# Карахан, Фатих
Фатих Карахан (тур. Fatih Karahan; род. 1982, Эскишехир) — турецкий государственный деятель. Председатель Центрального банка Турции (с 3 февраля 2024).

## Биография
Родился в 1982 году в г. Эскишехир. В 2006 году окончил Босфорский университет, факультет математики и промышленного инжиниринга. В 2012 году получил степень доктора философии по экономике в Пенсильванском университете.
С 2012 по 2022 год являлся экономистом в Федеральном резервном банке Нью-Йорка. Осуществлял изучение рынка труда и товаров, а также являлся советником по денежной политике банка.
Также преподавал в качестве помощника профессора в Колумбийском университете и Нью-Йоркском университете.
С 2022 года являлся старшим экономистом, с ноября 2022 года главным экономистом Amazon.
С 28 июля 2023 года являлся заместителем управляющего Центрального банка Турции.
Председатель Центрального банка Турции (с 3 февраля 2024).